# WTA-toernooi van Zürich
Het WTA-toernooi van Zürich was een jaarlijks terugkerend tennistoernooi voor vrouwen dat werd georganiseerd in de Zwitserse stad Zürich. Het toernooi werd afgewerkt op overdekte hardcourtbanen. 
De eerste editie van dit damestoernooi vond plaats in 1984. Het toernooi viel vanaf 1990 onder de categorie "Tier II". In 1993 promoveerde het toernooi naar de categorie "Tier I". De laatste editie van het toernooi in 2008 had als officiële naam Tennis.com Zurich Open en het viel onder de categorie "Tier II".

## Officiële toernooinamen
| 1984–1992 | European Indoors                  |
| 1993      | Barilla Indoors                   |
| 1994–1997 | European Indoors                  |
| 1998      | European Championships / Swisscom |
| 1999–2004 | Swisscom Challenge                |
| 2005–2007 | Zürich Open                       |
| 2008      | Tennis.com Zürich Open            |

## Meervoudig winnaressen enkelspel
| speelster         | aantal titels | in de jaren            |
| ----------------- | ------------- | ---------------------- |
| Steffi Graf       | 6             | 1986, 1987, 1989–1992  |
| Lindsay Davenport | 4             | 1997, 1998, 2001, 2005 |
| Zina Garrison     | 2             | 1984, 1985             |
| Venus Williams    | 2             | 1999, 2008             |
| Justine Henin     | 2             | 2003, 2007             |

## Finales

### Enkelspel
| Datum      | Naam                   | Cat.     | ($)       | Ondergrond    | Winnares                  | Verliezend finaliste | Uitslag       |         |
| ---------- | ---------------------- | -------- | --------- | ------------- | ------------------------- | -------------------- | ------------- | ------- |
| 1984-10-29 | European Indoors       |          | 50.000    | tapijt (i)    | Zina Garrison             | Claudia Kohde-Kilsch | 6-1, 0-6, 6-2 | details |
| 1985-10-28 | European Indoors       |          | 75.000    | tapijt (i)    | Zina Garrison             | Hana Mandlíková      | 6-1, 6-3      | details |
| 1986-10-06 | European Indoors       |          | 150.000   | tapijt (i)    | Steffi Graf               | Helena Suková        | 4-6, 6-2, 6-4 | details |
| 1987-10-25 | European Indoors       |          | 150.000   | tapijt (i)    | Steffi Graf               | Hana Mandlíková      | 6-2, 6-2      | details |
| 1988-10-17 | European Indoors       | Tier IV  | 200.000   | tapijt (i)    | Pam Shriver               | Manuela Maleeva      | 6-3, 6-4      | details |
| 1989-10-16 | European Indoors       | Tier III | 250.000   | tapijt (i)    | Steffi Graf               | Jana Novotná         | 6-1, 7-6      | details |
| 1990-10-08 | European Indoors       | Tier II  | 350.000   | tapijt (i)    | Steffi Graf               | Gabriela Sabatini    | 6-3, 6-2      | details |
| 1991-10-07 | European Indoors       | Tier II  | 350.000   | tapijt (i)    | Steffi Graf               | Nathalie Tauziat     | 6-4, 6-4      | details |
| 1992-10-05 | European Indoors       | Tier II  | 350.000   | tapijt (i)    | Steffi Graf               | Martina Navrátilová  | 2-6, 7-5, 7-5 | details |
| 1993-10-04 | Barilla Indoors        | Tier I   | 750.000   | tapijt (i)    | Manuela Maleeva-Fragnière | Martina Navrátilová  | 6-3, 7-6      | details |
| 1994-10-03 | European Indoors       | Tier I   | 750.000   | tapijt (i)    | Magdalena Maleeva         | Natallja Zverava     | 7-5, 3-6, 6-4 | details |
| 1995-10-02 | European Indoors       | Tier I   | 806.250   | tapijt (i)    | Iva Majoli                | Mary Pierce          | 6-4, 6-4      | details |
| 1996-10-14 | European Indoors       | Tier I   | 926.250   | tapijt (i)    | Jana Novotná              | Martina Hingis       | 6-2, 6-2      | details |
| 1997-10-13 | European Indoors       | Tier I   | 926.250   | tapijt (i)    | Lindsay Davenport         | Nathalie Tauziat     | 7-6, 7-5      | details |
| 1998-10-12 | European Ch's/Swisscom | Tier I   | 926.250   | tapijt (i)    | Lindsay Davenport         | Venus Williams       | 7-5, 6-3      | details |
| 1999-10-10 | Swisscom Challenge     | Tier I   | 1.050.000 | hardcourt (i) | Venus Williams            | Martina Hingis       | 6-3, 6-4      | details |
| 2000-10-08 | Swisscom Challenge     | Tier I   | 1.080.000 | hardcourt (i) | Martina Hingis            | Lindsay Davenport    | 6-4, 4-6, 7-5 | details |
| 2001-10-14 | Swisscom Challenge     | Tier I   | 1.185.000 | hardcourt (i) | Lindsay Davenport         | Jelena Dokić         | 6-3, 6-1      | details |
| 2002-10-13 | Swisscom Challenge     | Tier I   | 1.224.000 | hardcourt (i) | Patty Schnyder            | Lindsay Davenport    | 6-7, 7-6, 6-3 | details |
| 2003-10-12 | Swisscom Challenge     | Tier I   | 1.300.000 | hardcourt (i) | Justine Henin-Hardenne    | Jelena Dokić         | 6-0, 6-4      | details |
| 2004-10-17 | Swisscom Challenge     | Tier I   | 1.300.000 | hardcourt (i) | Alicia Molik              | Maria Sjarapova      | 4-6, 6-2, 6-3 | details |
| 2005-10-16 | Zurich Open            | Tier I   | 1.300.000 | hardcourt (i) | Lindsay Davenport         | Patty Schnyder       | 7-6, 6-3      | details |
| 2006-10-16 | Zurich Open            | Tier I   | 1.340.000 | hardcourt (i) | Maria Sjarapova           | Daniela Hantuchová   | 6-1, 4-6, 6-3 | details |
| 2007-10-15 | Zurich Open            | Tier I   | 1.340.000 | hardcourt (i) | Justine Henin             | Tatiana Golovin      | 6-4, 6-4      | details |
| 2008-10-13 | Tennis.com Zurich Open | Tier II  | 600.000   | hardcourt (i) | Venus Williams            | Flavia Pennetta      | 7-6, 6-2      | details |

### Dubbelspel
| Datum      | Naam                   | Cat.     | ($)       | Ondergrond    | Winnaressen                         | Verliezend finalistes                 | Uitslag       |         |
| ---------- | ---------------------- | -------- | --------- | ------------- | ----------------------------------- | ------------------------------------- | ------------- | ------- |
| 1984-10-29 | European Indoors       |          | 50.000    | tapijt (i)    | Andrea Leand Andrea Temesvári       | Claudia Kohde-Kilsch Hana Mandlíková  | 6-1, 6-3      | details |
| 1985-10-28 | European Indoors       |          | 75.000    | tapijt (i)    | Hana Mandlíková Andrea Temesvári    | Claudia Kohde-Kilsch Helena Suková    | 6-4, 3-6, 7-5 | details |
| 1986-10-06 | European Indoors       |          | 150.000   | tapijt (i)    | Steffi Graf Gabriela Sabatini       | Lori McNeil Alycia Moulton            | 1-6, 6-4, 6-4 | details |
| 1987-10-25 | European Indoors       |          | 150.000   | tapijt (i)    | Nathalie Herreman Pascale Paradis   | Jana Novotná Catherine Suire          | 6-3, 2-6, 6-3 | details |
| 1988-10-17 | European Indoors       | Tier IV  | 200.000   | tapijt (i)    | Isabelle Demongeot Nathalie Tauziat | Claudia Kohde-Kilsch Helena Suková    | 6-3, 6-3      | details |
| 1989-10-16 | European Indoors       | Tier III | 250.000   | tapijt (i)    | Jana Novotná Helena Suková          | Judith Polzl-Wiesner Nathalie Tauziat | 6-3, 3-6, 6-4 | details |
| 1990-10-08 | European Indoors       | Tier II  | 350.000   | tapijt (i)    | Manon Bollegraf Eva Pfaff           | Catherine Suire Dinky Van Rensburg    | 7-5, 6-4      | details |
| 1991-10-07 | European Indoors       | Tier II  | 350.000   | tapijt (i)    | Jana Novotná Andrea Strnadová       | Zina Garrison Lori McNeil             | 6-4, 6-3      | details |
| 1992-10-05 | European Indoors       | Tier II  | 350.000   | tapijt (i)    | Helena Suková Natallja Zverava      | Martina Navrátilová Pam Shriver       | 7-6, 6-4      | details |
| 1993-10-04 | Barilla Indoors        | Tier I   | 750.000   | tapijt (i)    | Zina Garrison Martina Navrátilová   | Gigi Fernández Natallja Zverava       | 6-3, 5-7, 6-3 | details |
| 1994-10-03 | European Indoors       | Tier I   | 750.000   | tapijt (i)    | Manon Bollegraf Martina Navrátilová | Patty Fendick Meredith McGrath        | 7-6, 6-1      | details |
| 1995-10-02 | European Indoors       | Tier I   | 806.250   | tapijt (i)    | Nicole Arendt Manon Bollegraf       | Chanda Rubin Caroline Vis             | 4-6, 7-6, 6-4 | details |
| 1996-10-14 | European Indoors       | Tier I   | 926.250   | tapijt (i)    | Martina Hingis Helena Suková        | Nicole Arendt Natallja Zverava        | 7-5, 6-4      | details |
| 1997-10-12 | European Indoors       | Tier I   | 926.250   | tapijt (i)    | Martina Hingis Arantxa Sánchez      | Larisa Neiland Helena Suková          | 4-6, 6-4, 6-1 | details |
| 1998-10-12 | European Ch's/Swisscom | Tier I   | 926.250   | tapijt (i)    | Serena Williams Venus Williams      | Mariaan de Swardt Olena Tatarkova     | 5-7, 6-1, 6-3 | details |
| 1999-10-10 | Swisscom Challenge     | Tier I   | 1.050.000 | hardcourt (i) | Lisa Raymond Rennae Stubbs          | Nathalie Tauziat Natallja Zverava     | 6-2, 6-2      | details |
| 2000-10-08 | Swisscom Challenge     | Tier I   | 1.080.000 | hardcourt (i) | Martina Hingis Anna Koernikova      | Kimberly Po Anne-Gaëlle Sidot         | 6-3, 6-4      | details |
| 2001-10-14 | Swisscom Challenge     | Tier I   | 1.185.000 | hardcourt (i) | Lindsay Davenport Lisa Raymond      | Sandrine Testud Roberta Vinci         | 6-3, 2-6, 6-2 | details |
| 2002-10-13 | Swisscom Challenge     | Tier I   | 1.224.000 | hardcourt (i) | Jelena Bovina Justine Henin         | Jelena Dokić Nadja Petrova            | 6-2, 7-6      | details |
| 2003-10-12 | Swisscom Challenge     | Tier I   | 1.300.000 | hardcourt (i) | Kim Clijsters Ai Sugiyama           | Virginia Ruano Pascual Paola Suárez   | 7-6, 6-2      | details |
| 2004-10-17 | Swisscom Challenge     | Tier I   | 1.300.000 | hardcourt (i) | Cara Black Rennae Stubbs            | Virginia Ruano Pascual Paola Suárez   | 6-4, 6-4      | details |
| 2005-10-16 | Zurich Open            | Tier I   | 1.300.000 | hardcourt (i) | Cara Black Rennae Stubbs            | Daniela Hantuchová Ai Sugiyama        | 6-7, 7-6, 6-3 | details |
| 2006-10-16 | Zurich Open            | Tier I   | 1.340.000 | hardcourt (i) | Cara Black Rennae Stubbs            | Liezel Huber Katarina Srebotnik       | 7-5, 7-5      | details |
| 2007-10-15 | Zurich Open            | Tier I   | 1.340.000 | hardcourt (i) | Květa Peschke Rennae Stubbs         | Lisa Raymond Francesca Schiavone      | 7-5, 7-6      | details |
| 2008-10-13 | Tennis.com Zurich Open | Tier II  | 600.000   | hardcourt (i) | Cara Black Liezel Huber             | Anna-Lena Grönefeld Patty Schnyder    | 6-1, 7-6      | details |

1984 · 1985 · 1986 · 1987 · 1988 · 1989 · 1990 · 1991 · 1992 · 1993 · 1994 · 1995 · 1996 · 1997 · 1998 · 1999 · 2000 · 2001 · 2002 · 2003 · 2004 · 2005 · 2006 · 2007 · 2008
ITF-toernooien (mannen en vrouwen)

ATP-toernooien (mannen) – ATP-seizoen 2025

WTA-toernooien (vrouwen) – WTA-seizoen 2025

Voormalige toernooien mannen
Voormalige toernooien vrouwen
Voormalige amateurtoernooien